# Dauletabad-Gasfeld
Das Dauletabad Gas Field (russisch Довлетабад-Донмез, Dowletabad-Donmes, auch: Döwletabat, Dauletabad-Donmez und bis 1991 Sovietabad) ist ein großes Erdgasvorkommen im Gebiet von Mary, Provinz Mary, Turkmenistan. Es liegt in der Nähe der turkmenisch-iranischen Grenze und ist nach der Siedlung Dowlatabad im Iran benannt. Das Gasfeld ist Teil der Amu-Darya-Öl-Gas-Provinz.

## Geschichte
Die geologische Struktur von Dauletabad wurde während geologischer Untersuchungen von 1957 bis 1960 entdeckt. Der so genannte Dauletabad Arch (Dauletabad Bogen) wurde durch seismische Messungen 1968 bestätigt. Erste Probebohrungen, durch welche die Existenz der natürlichen Gasreserven bestätigt wurde, wurden 1972 bis 1974 durchgeführt. Die Produktion begann 1982.
Nach der Unabhängigkeit Turkmenistans ging die Produktion zunächst stark zurück, steigerte sich aber wieder nach 1998. Das Gas wird über das Central Asia-Center Gas Pipeline System (Газопровод Центральная Азия—Центр, Gasoprowod Zentralnaja Asija—Zentr) abtransportiert. Seit Dezember 2009 wird Gas auch in den Iran geliefert durch die Dauletabad–Salyp Yar Pipeline (Газопровод Довлетабад—Серахс—Хангиран, Gasoprowod Dowletabad—Serachs—Changiran).

## Reserven
Bevor 1982 die Förderung begann, wurden die verfügbaren Reserven auf 1,7×1012 m³ (60 Trillionen cuft). 1992 wurden die Reserven noch auf 1,38×1012 m³ (48,7 T cuft) Gas geschätzt. 1997 schätzte die unabhängige Beraterfirma DeGolyer and McNaughton aus den Vereinigten Staaten die Reserven auf 710×109 m³ (25 T cuft). 2005 bewertete die Asiatische Entwicklungsbank mit 1.40×1012 m³ (49,5 T cuft).
Man bezeichnete das Gasfeld als das größte in Turkmenistan, bis die Zahlen einer Bewertung der Reserven im neu entdeckten Ýolöten Gas Field veröffentlicht wurden.
Das Dauletabad Field wurde zunächst für eine Zuführung zur Trans-Afghanistan Pipeline vorgeschlagen, aber laut der Asiatischen Entwicklungsbank, waren die Produktionszahlen für das Gasfeld „niedriger als erwartet“ („lower than expected“) und die Vorhersage sprach für eine Abnahme der Fördermenge (production is predicted to decline).